# Nils Muižnieks
Nils Muižnieks (Los Angeles, 31 gennaio 1964) è un politologo e attivista lettone, difensore dei diritti umani.
Dal 1º aprile 2012 al 31 marzo 2018 ha svolto l'incarico di Commissario per i diritti umani presso il Consiglio d'Europa.
In precedenza è stato Direttore dell'Advanced Social and Political Research Institute della Facoltà di Scienze Sociali dell'Università della Lettonia a Riga (2005-2012); Presidente della Commissione europea contro il razzismo e l'intolleranza (2010-2012); Ministro del governo lettone responsabile per l'integrazione sociale, la lotta alla discriminazione, i diritti delle minoranze e lo sviluppo della società civile (2002-2004); e Direttore del Centro lettone per i diritti umani e studi etnici - oggi Latvian Centre for Human Rights (1994-2002).

## Biografia
I suoi genitori, Ansis e Ingrid, lasciarono la Lettonia come rifugiati nel 1944, vivendo per 6 anni in un campo profughi nella zona americana in Germania. Nel 1950 si trasferirono negli Stati Uniti. Il padre è un medico in pensione e la madre è specializzata in storia dell'architettura.
Nils Muižnieks è nato e ha studiato negli Stati Uniti d'America, dove ha ottenuto un dottorato in scienze politiche all'Università di California a Berkeley (1993). In precedenza, ha ottenuto un master in scienze politiche nella stessa università (1988) e una laurea con lode in scienze politiche all'Università di Princeton.
Nel 1992 ha sposato Andra Fedder, cantante e insegnante di pianoforte, da cui ha avuto due figlie. Di madre lingua lettone e inglese, Muižnieks parla anche francese e russo.

### Attività professionale
Nils Muižnieks lavora per la difesa e promozione dei diritti umani da oltre due decenni. Ha acquisito una vasta esperienza nel campo del monitoraggio, formazione e insegnamento dei diritti umani a livello internazionale. I suoi settori d'attività coprono un largo spettro di temi legati ai diritti umani, come il razzismo e l'antidiscriminazione, il sistema giuridico e le garanzie legali, la tortura, il maltrattamento e l'inadempienza delle forze dell'ordine, le condizioni di detenzione, i diritti delle donne, dei bambini e delle persone disabili.
Il 24 gennaio 2012 è stato eletto Commissario per i diritti umani dall'Assemblea parlamentare del Consiglio d'Europa, ottenendo 120 voti nel primo turno (maggioranza assoluta). Ha iniziato il suo mandato il 1º aprile 2012, dichiarando di voler sviluppare il contributo del suo Ufficio per migliorare il rispetto dei diritti umani nei 47 paesi membri del Consiglio d'Europa. Il suo lavoro come Commissario per i diritti umani fa perno sulle visite nei vari paesi membri e sul lavoro tematico, con un'attenzione particolare ai diritti delle persone più vulnerabili, come i bambini, gli anziani, le persone disabili e i Rom.
Altri temi su cui lavora sono i diritti umani dei migranti (richiedenti asilo e profughi inclusi), i diritti delle donne e la parità di genere, i diritti delle minoranze, e l'importanza di rispettare i diritti umani nell'àmbito della società dell'informazione, in particolare per quanto riguarda la libertà dei mezzi di comunicazione, la protezione della privacy, le reti sociali e l'accesso all'alfabetizzazione digitale.
Il rinforzo della cooperazione con le strutture nazionali per i diritti umani fa anche parte del suo lavoro, con l'obiettivo di promuovere delle politiche basate sui diritti umani a livello nazionale e di risolvere i problemi strutturali nei paesi membri.
Come membro (2005-2010) e Presidente (2010-2012) della Commissione europea contro il razzismo e l'intolleranza (ECRI), Muižnieks ha rappresentato l'ECRI davanti a organi internazionali, meccasismi di protezione dei diritti umani e organizzazioni internazionali come l'Unione Europe, l'OCSE e le Nazioni Unite. È stato relatore per i rapporti sulla Polonia, i Paesi Bassi e la Slovacchia; membro dei gruppi di lavoro sull'Irlanda, l'Islanda e la Norvegia; e presidente del gruppo di lavoro sulle politiche di lotta contro il razzismo.
Durante il suo mandato governativo (2002-2004), è stato responsabile per le politiche d'integrazione sociale; i diritti delle minoranze; la lotta contro il razzismo e la discriminazione etnica; e lo sviluppo della società civile. È stato anche responsabile per la legislazione in materia d'antidiscriminazione, integrazione sociale, quadro giuridico delle organizzazioni non-governative e ha coordinato i gruppi di lavoro interministeriali sul Programma nazionale per la Tolleranza e il quadro politico per il rafforzamento della società civile. Tra le altre attività, ha anche rappresentato la Lettonia davanti agli organi dell'Unione Europea, dell'OSCE e delle Nazioni Unite, e ha fornito assistenza ai governi locali per lo sviluppo di politiche in favore dell'integrazione.
Con l'incarico di Direttore del Centro per i diritti umani e gli studi etnici (oggi Centro lettone per i diritti umani), ha rafforzato il focus dell'istituto sulla promozione e l'insegnamento dei diritti umani, il monitoraggio dei luoghi di privazione della libertà, e la promozione dell'uguaglianza di genere e dei diritti delle minoranze.
Nils Muižnieks ha ancora lavorato nell'analisi e nella formazione nel campo dei diritti umani. Tra le sue attività principali, è stato esperto di valutazione di un progetto sulla costruzione democratica in Bielorussia; valutatore del 7° Programma Quadro di Ricerca della Commissione Europea sulla Cittadinanza e la Partecipazione Democratica; è esperto in risoluzione di conflitti e coesione sociale per la missione di valutazione dell'Unione Europea in Georgia.
Inoltre, ha lavorato come formatore sull'integrazione delle minoranze in Georgia e Moldavia.

## Pubblicazioni
Nils Muižnieks è l'autore di diverse pubblicazioni sui diritti umani, in particolare sul razzismo, la discriminazione e i diritti delle minoranze. La più recente è "Max van der Stoel and Latvia", pubblicata nell'edizione speciale del Security and Human Rights, Vol. 22, No. 3 (novembre 2011), dedicato alla memoria dell'ex Alto Commissario dell'OSCE per le Minoranze Nazionali, Max van der Stoel, con cui Muižnieks ha lavorato strettamente negli anni ‘90.
È stato coautore di The Geopolitics of History in Latvian-Russian Relations (2011, University of Latvia Press), in cui ha scritto l'introduzione e un capitolo su ”Latvian-Russian Memory Battles in the European Court of Human Rights”, in cui analizza nel dettaglio l'intreccio tra diritti umani e storia nella giurisprudenza lettone e l'impatto di queste controversie sulle relazioni russo-lettoni.
Ha partecipato inoltre alla stesura di How Integrated is Latvian Society? An Audit of Achievements, Failures and Challenges (University of Latvia Press, 2010), di cui ha scritto l'introduzione e la conclusione sulla situazione in Lettonia, e un articolo su “Social Integration: A Brief History of an Idea”, in cui traccia la storia intellettuale del concetto d'integrazione sociale nella letteratura delle scienze sociali e nel lavoro dell'Unione Europea e degli organi internazionali di protezione dei diritti umani.
Per la commemorazione dei 20 anni della caduta del Muro di Berlino, ha scritto un articolo Creating the “Open Society Man” (and Woman!), pubblicato dalla rivista Open Society News (Autunno 2009).
Con Ilze Brands Kehris (ex Presidente del Consiglio di Gestione dell'Agenzia UE per i diritti fondamentali e capo dell'Alto Commissariato OSCE per le Minoranze Nazionali all'Aja) ha scritto “The European Union, democratization, and minorities in Latvia”, un'analisi dettagliata del ruolo dell'Unione Europea sui temi della cittadinanza e della lingua in Lettonia, pubblicato in The European Union and Democratization (ed. Paul J. Kubicek. London: Routledge, 2003).

### Monografie
- 2011: Latvian-Russian Relations: Dynamics Since Latvia's Accession to the EU and NATO. University of Latvia Academic Press.
- 2008: Georgian Security: A Latvian Perspective (with a contribution by Rasma Karklins). Riga: University of Latvia Press.

### Articoli universitari e capitoli di libri
2011 „Max van der Stoel and Latvia,“ Security and Human Rights, Vol. 22, No. 3 (November 2011), 257-260.

2011 „History, Memory and Latvian Foreign Policy,“ and „Latvian-Russian Memory Battles at the European Court of Human Rights.“ In The Geopolitics of History in Latvian-Russian Relations, ed. Nils Muižnieks. Riga: University of Latvia Press, 7-18, 207-226.

2010 „Introduction,“ „Social Integration: A Brief History of An Idea,“ and „Conclusion.“ In How Integrated is Latvian Society? An Audit of Achievements, Failures and Challenges, ed. Nils Muižnieks. Riga: University of Latvia Press, 7-32, 279-284.

2010 “Responsibility in Latvia's Relations with the Diaspora.” In Latvia Human Development Report 2008/2009: Accountability and Responsibility, ed. Juris Rozenvalds and Ivars Ijabs. Riga: University of Latvia Press, 130-135.

2009 „A Political Scientist's Experience in the Real World of Politics,” European Political Science (EPS) 8, 2009, 68-78.

2008 „Introduction” (with Daunis Auers); „Anti-Americanism in Latvia: An Exploratory Essay” (with Pēteris Vinkelis). In Latvia and the USA: From Captive Nation to Strategic Partner, ed. Daunis Auers. Riga: University of Latvia Press, 5-8, 119-126.

2008 “Latvia: managing post-imperial minorities” (with David J. Galbreath). In Minority Rights in Central and Eastern Europe, ed. Bernd Rechel. London: Routledge, 135-150.

2008 “Introduction”; “Latvia's Economy – the Offshore Next Door”; “Conclusion”. In Manufacturing Enemy Images? Russian Media Portrayal of Latvia, ed. Nils Muižnieks. Riga: University of Latvia Press, 5-8, 145-160, 161-3.

2008 „Ethnic Relations in Latvia in 2020: Three Scenarios”. In Latvija 2020: Nakotnes izaicinajumi sabiedibai un valstij [Latvia in 2020: Future Challenges for Society and the State], ed. Zaneta Ozolina and Inga Ulnicane-Ozolina. Riga: University of Latvia Press, 155-170.

2006 “Introduction”; “Government Policy Towards the Russians”; “Russia's Policy Towards „Compatriots“ in Latvia". In Latvian-Russian Relations: Domestic and International Dimensions, ed. Nils Muižnieks. Riga: University of Latvia Press, 5-8, 11-21, 119-130.

2006 „Lettland: Russischsprachige Minderheit – Geschichte, gegenwartiger Status und Perspektiven“. In Die zehn neuen EU-Mitgliedstaaten – Spezifika und Profile, ed. Rudolf Hrbek. Berlin: Berliner Wissenschafts-Verlag.23-30.

2005 „Résoudre, enfin, la question des minorités... ” In Itinèraires baltes, ed. Celine Bayou. Paris: Editions Regard sur l'Est, 67-71.

2005 “Preface”, “Latvia”. In Racist Extremism in Central and Eastern Europe, ed. Cas Mudde. London: Routledge, X-XII, 101-128.

2003 “The European Union, democratization, and minorities in Latvia” (with Ilze Brands Kehris). In The European Union and Democratization, ed. Paul J. Kubicek. London: Routledge, 30-55.

2002 “Private and Public Prejudice”. Social Research (69, No. 1, Spring), 195-200.

2002 “Human Development and Human Rights”, “Non-Citizens”. In Tautas attistiba (Human Development), ed. Evita Lune. Riga: UNDP/Soros Foundation – Latvia, Jumava. (in Latvian), 31-38 and 216-223.

2000 “Minority Rights”, “The Historical Development of Human Rights in Latvia 1918-2000”. In Cilvektiesibas Latvija un pasaule (Human Rights in the World and in Latvia), ed. Ineta Ziemele. Riga: Izglitibas soli. (in Latvian), 114-121 and 191-240.

1998 “Civic Consciousness: Criteria and Indicators.” In Pilsoniska apzina (Civic Consciousness), ed. Elmars Vebers. Riga: LU FSI. (in Latvian), 36-42.

1997 “Latvia: Rebuilding a State, Restoring a Nation”. In New States, New Politics: Building the Post-Soviet Nations, ed. Ian Bremmer and Ray Taras. Cambridge: Cambridge University Press, 376-397.

1996 “Topical Human Rights Issues in Latvia”. In Cilvektiesibu zurnals (Human Rights Quarterly) No. 3, 1996, Riga: LU Cilvektiesību instituts. (in Latvian)

1995 “Ethnic Stratification in Latvia: From the Soviet Era to the Present”. In Nacionala politika Baltijas valstis (Ethnic Policy in the Baltic States), ed. Elmars Vebers and Rasma Karklina. Riga: LZA FSI. (in Latvian), 114-121.

1995 “The Influence of the Baltic Popular Movements on the Process of Soviet Disintegration”. Europe-Asia Studies 47, no. 1 (1995), 3-25.

1987 “The Daugavpils Hydro Station and Glasnost' in Latvia". Journal of Baltic Studies 18 (April 1987), 63-70.

### Saggi e analisi politiche
Regular analyses of Latvian foreign and domestic policy for Oxford Analytica.

2011 „Latvia's New Broom Coalition Wins Votes Despite Sweeping Cuts,“ Europe's World, Spring No. 17, 133-4.

2010 “Latvian-Russian Relations – A New Thaw?,” Baltic Rim Economies, Issue No. 2, 28 April 2010, p. 23.

2009 Nils Muižnieks, Ilona Kunda, Aija Lulle, Sigita Zankovska-Odiņa, Immigrant Integration in Latvia, ASPRI Working Paper No. 1, September 2009.

2008 “Latvia still among the flies in the EU-Russia ointment”. Europe's World Autumn, No. 10, 195-6.

2001 “Extremist Threats to Democracy in Europe in 2000 and 2001”. Background Paper commissioned by the Political Affairs Committee of the Parliamentary Assembly of the Council of Europe, November.

2001 “Expert Review Mission on Latvian National Human Rights Office and Ombudsman Functions in Latvia, Final Report.” With John Hucker, Janis Mazeiks, Lauri Lahtimaja. Riga: UNDP/OSCE Mission to Latvia. Published in Latvian in Latvijas vestnesis (Government Herald), 19 June 2001.

2000 “The Struggle Against Racism and Xenophobia in Central and Eastern Europe: Trends, Obstacles and Prospects. Background paper for the Regional Seminar of Experts ‘The Protection of Minorities and Other Vulnerable Groups and Strengthening Human Rights Capacity at National Level’,” UN document HR/WSW/SEM.2/2000/BP.1, 30 June 2000.

1998 “Oil, Food, and Citizenship in Latvia's Elections”. ACE: Analysis of Current Events Vol. 10, No. 11/12, November/December 1998, 9-11.

1990 “The Pro-Soviet Movement in Latvia”. Report on the USSR 34 (August 24, 1990): 19-24.

1990 “The Committee of Latvia: An Alternative Parliament?” Report on the USSR 2, no. 29 (July 20, 1990), 28-31.

1990 “The Evolution of Baltic Cooperation”. Report on the USSR 2, no. 27 (July 6, 1990), 18-20.

1989 “The Latvian Popular Front and Ethnic Relations”. Report on the USSR 1, no. 42, (October 20, 1989), 20-2.

### Rassegne
2008 Review of Taming Ethnic Hatred: Ethnic Cooperation and Transnational Networks in Eastern Europe by Patrice McMahon, in Journal of Baltic Studies December 2008, Vol. 39, Issue 4, 537-544.

2005 “Response to James Hughes.” In Development and Transition, UNDP and London School of Economics and Political Science, No. 2, November 2005, 26-7.

2005 “The Fate of Europe's Minorities.” Review of Leo Dribins, National and Ethnic Minorities in Europe. Diena 18 March 2005 (in Latvian).

2002 “Latvia's Faux Pas.” (Review of Nevienam mes Latviju nedodam!) FP: Foreign Policy, (January/February 2002), 88-9.

2001 “A Superficial Look at Integration. Review of An Institutional Analysis of Social Integration Policy.” In politika.lv 22 July 2001.

2001 “The Gloomy Backrooms of Our Political Life.” Review of Latvia Human Development Report 2000/2001.

### Volumi curati
2011 The Geopolitics of History in Latvian-Russian Relations. Riga: University of Latvia Academic Press.

2010 How Integrated is Latvian Society? An Audit of Achievements, Failures and Challenges. Riga: University of Latvia Press (in Latvian and English).

2008 Manufacturing Enemy Images? Russian Media Portrayal of Latvia. Riga: University of Latvia Academic Publishers.

2007 The National Minorities Convention – the Prevention of Discrimination and the Preservation of Identity in Latvia. Riga, University of Latvia Academic Publishers. (in Latvian).

2006 The Framework Convention for the Protection of National Minorities: Europe's Experience for Latvia. Riga: Council of Europe Information Bureau. (in Latvian).

2006 Latvian-Russian Relations: Domestic and International Dimensions. Riga: University of Latvia Academic Publishers.

2005 UNDP Latvia 1992-2005: Easing the Transition. Co-editor with Mara Simane. Riga: UNDP.

2002 Human Rights in Latvia in 2001. Riga: Latvian Centre for Human Rights and Ethnic Studies.

2001 Human Rights in Latvia in 2000. Riga, Latvian Centre for Human Rights and Ethnic Studies.

2000 Human Rights in Latvia in 1999. Riga: Latvian Centre for Human Rights and Ethnic Studies.

1999 Human Rights in Latvia in 1998. Riga: Latvian Centre for Human Rights and Ethnic Studies.

1997 Latvia. Human Development Report 1997. Riga: UNDP. (In Latvian and English)

1996 Latvia. Human Development Report 1996. Riga: UNDP. (In Latvian and English)

1995 Latvia. Human Development Report 1995. Riga: UNDP. (In Latvian and English)